# Apache ZooKeeper
Apache ZooKeeper（アパッチ ズーキーパー）は Apacheソフトウェア財団のオープンソースプロジェクトで、大規模分散システムでよく利用される、設定情報の集中管理や名前付けなどのサービスを提供するソフトウェアである。最初はHadoopのサブプロジェクトの一つであったが、現在はトップレベルプロジェクトの一つになっている。
ZooKeeperのアーキテクチャでは、高可用性を冗長サービスにより提供している。つまり、クライアントはあるZooKeeperノードへの問い合わせが失敗したら、他のノードに問い合わせることができる。
データの更新は一つのマスターノードだけが行うようになっているので、データがノード間で矛盾した内容になることはない（ただし、最新のデータでない可能性はある）。
更新を担当するマスターノードが何らかの理由で停止した場合には、各ノード間でリーダー選出を行い、新たな更新ノードが選ばれる。
ZooKeeperはデータを階層的な名前空間に保存しているが、これはファイルシステムやトライ木のデータ構造によく似ている。クライアントはこのノードに読み書きを行うことによって、設定情報共有などのサービスを提供する。
ZooKeeperはen:RackspaceやYahoo!などの企業で、またSolrのようなオープンソースのエンタープライズサーチシステムで使用されている。

## 典型的な用途
- ディレクトリ・サービス
- 構成管理
- 同期 (計算機科学)
- リーダー選出
- メッセージキュー
- en:Notification